# エウメニデス (アイスキュロス)
『エウメニデス』（希: Εὐμενίδες、羅: Eumenides）は、アイスキュロスによるギリシア悲劇の1つであり、「オレステイア」三部作の中の一篇。『慈愛の女神たち』、『慈しみの女神たち』、『恵み深い女神たち』等とも。
復讐の女神たち（エリーニュエス）に取り憑かれたオレステースが、ヘルメースに付き添われながら、デルポイのアポローン神殿、続いてアテナイ・アクロポリスのアテーナイ神殿を訪ね、最後にアレイオス・パゴスの評決によって無罪となり、復讐の女神たち（エリーニュエス）が慈愛の女神たち（エウメニデス）へと変化するまでが描かれる。
表題「エウメニデス」（希: Εὐμενίδες）とは、上記の通り、オレステースに取り憑いていた復讐の女神たち（エリーニュエス）が、アレイオス・パゴスにおける裁きを経、アテーナーの説得によって変化した形態である、慈愛の女神たちを指す。舞台上では、復讐の女神たち（エリーニュエス）の段階も含め、コロス（合唱隊）の役割を担う。
紀元前458年のアテナイにおけるディオニューソス祭にて、「オレステイア」三部作の他の二篇、およびサテュロス劇『プローテウス』と共に上演された。

## 日本語訳
- 『ギリシア悲劇1 アイスキュロス』「慈みの女神たち」 ちくま文庫、1985年 - 各 呉茂一訳
  - 元版『世界古典文学全集 8 アイスキュロス　ソポクレス』「慈みの女神たち」 筑摩書房、1964年
  - 『世界文學大系 2 ギリシア・ローマ古典劇集』「慈みの女神たち」 筑摩書房、1959年
  - 『ギリシア悲劇全集 第1巻 アイスキュロス』「慈みの女神たち」 人文書院、1960年
  - 『筑摩世界文学大系 4 ギリシア・ローマ劇集』「慈みの女神たち」 筑摩書房、1972年
- 『ギリシア悲劇全集1　アイスキュロス』、橋本隆夫訳「エウメニデス」 岩波書店、1990年
- 『アイスキュロス 悲壯劇』 田中秀央・内山敬二郎訳「仁慈なる女神達」 生活社、1943年
- 『ギリシャ悲劇全集1』 内山敬二郎訳「仁慈なる女神達」 鼎出版会、1979年
- 『古典劇大系 第一巻 希臘編』 村松正俊訳「エウメニデス」、近代社、1925年
- 『世界戯曲全集 第一巻 希臘編』 同「エウメニデス」、近代社、1927年